# Edmund Kirchner
Edmund Kirchner (* 25. April 1815 in Gehren, Fürstentum Schwarzburg-Sondershausen; † 16. März 1894 ebenda) war ein deutscher Verwaltungsbeamter.

## Leben
Edmund Kirchner studierte Rechtswissenschaften an der Universität Jena. 1837 wurde er Mitglied des Corps Thuringia Jena. Nach dem Studium trat er in den Dienst des Fürstentums Schwarzburg-Sondershausen ein und wurde Landrat im Verwaltungsbezirk Gehren.

## Auszeichnungen
- Ernennung zum Geheimen Regierungsrat[2]